# Matilde d'Este
Matilde d'Este, född 1674, död 1732, var en italiensk adelskvinna, grevinna av Novellara, Bagnolo och Cortenuova mellan 1695 och 1714 som gift med Camillo III Gonzaga.
Matilde föddes den 2 december 1674 i San Martino i Rio; dotter till Sigismondo III d'Este, markis av San Martino, och Teresa Maria Grimaldi. 
1695 gifte hon sig med Camillo III Gonzaga, greve av Novellara.
Den 8 juni 1714 försökte Matilde, efter att ha fått veta att hennes man hade blivit förälskad i Orsola Manari, att få honom dödad av två lönnmördare som avlossade några skott mot grevens vagn, när han lämnade slottet; Camillo klarade sig oskadd, men som ett straff och för att undvika skandaler skickade han tillbaka henne till sin far och höll sina barn hos sig. Matilde återvände till Novellara först elva år senare, med anledning av dopet av hennes systerdotter Maria Teresa, Ricciardas dotter.
Matilde är känd för att ha förberett ett kraftfullt arsenikbaserat gift, kallat "acquetta di Novellara", som hon ska ha använt för att bli av med sina fiender.
Hon dog i Novellara den 2 mars 1732. 